# Sanconiatone
Sanconiatone (in greco Σαγχουνιάθων Sanchūniàthōn, in latino Sanchuniatho; probabilmente dal fenicio 𐤎𐤊𐤍𐤉𐤕𐤍 SKNYTN, Sakun-yaton, "[il dio] Sakon [l']ha dato") (Fenicia, ... – prima del XIII secolo a.C.) è stato uno scrittore fenicio.
Della sua Storia fenicia sono rimasti solo frammenti di una parafrasi/riassunto in greco composta da Filone Erennio e riportati da Eusebio di Cesarea nella sua Praeparatio evangelica. Questi frammenti sono una fonte molto importante sulla cultura fenicia, le cui opere furono totalmente perdute perché scritte su pergamena.

## Riscontri con altre fonti
Lo studio delle tavolette di Ras Shamra (l'antica Ugarit) in Siria ha confermato molte notizie mitologiche, note precedentemente solo tramite Sanconiatone.
Secondo Eusebio, si credeva che Sanconiatone fosse vissuto prima della guerra di Troia. Un esame dei testi frammentari di Sanconiatone, in cui fra l'altro si critica il poeta Esiodo vissuto mezzo millennio dopo la guerra, fa propendere per una loro redazione ellenistica. La figura di Sanconiatone potrebbe, dunque, essere leggendaria e il testo essere stato redatto da Filone stesso, eventualmente sulla base di autentici documenti fenici.

## La cosmogonia fenicia
La fonte principale, come detto sopra, è il primo libro, capitoli 9 e 10 della Praeparatio evangelica. Alcune di queste notizie sono state riportate anche da Ateneo di Naucrati. L'enciclopedia bizantina Suda riporta i titoli di tre suoi scritti, che secondo Edwards sarebbero in realtà parti della Storia fenicia, la sua vera opera.
A sua volta il presunto Sanconiatone afferma che le sue fonti sarebbero scritti sacri dei sacerdoti di Ammone e iscrizioni sui pilastri dei templi fenici.
I testi riportati da Eusebio contengono una storia filosofica della creazione del mondo, le imprese di mitici eroi e la mitologia religiosa fenicia, sulla quale Sanchuniathon ha giudizi evemeristici: i fenici avrebbero divinizzato loro antichi re e adorato le forze della natura. Le storie e la genealogia delle divinità semitiche occidentali sono trattate utilizzando perlopiù i nomi dei corrispondenti dei greci o ellenizzando il nome semitico (interpretatio graeca).
Analogamente alle teogonie ittite, greche e romane il dio El/Crono sconfigge il padre Urano e lo castra. A sua volta, però, Zeus Demarûs, cioè Hadad Ramman, creduto figlio di Dagon, ma in realtà figlio di Urano, muove guerra a Crono. Al termine Zeus Adados (Hadad) e Astarte regnano sulla Terra col permesso di Crono; a El/Crono viene attribuita la pratica della circoncisione e il fatto di aver sacrificato un suo figlio per allontanare l'ira dei demoni. La genealogia degli dèi fenici può essere compendiata nel seguente schema (derivato da en-wiki):
```
                                                         
Elyon
  = 
Beruth
 
                                                    (
hypsistos
) |
                                                                |
                                                         +------+-----+
                                                         |            |
                                                         |            |
                                                       
Urano
    =    
Gaia

                                                    (
Epigeo
)    |
                                                   (
Autoctono
)  |
                     +-----------+------------------------------+-----------+---------+--------------+--------+
                     |           |                              |           |         |              |        |
                     |           |                              |           |         |              |        |
      Anobret = 
Elus
/
Crono
 
Betel
 
Urano
 = (
concubina
) = 
Dagon
       
Atlante
    
Astarte
 = 
Elus
 = 
Rhea
   
Baaltis
 = 
Elus

              |      |                               |       (Siton)            (
Afrodite
) |      |        (
Dione
) |
              |      |                               |   (
Zeus
 Arotrios)                   |      |                |
        +-----+      +---------+--------+            |                +++++++-------+------+   +++++++----+        |
        |            |         |        |            |                |||||||       |      |   |||||||    |        |
        |            |         |        |            |                |||||||       |      |   |||||||    |        |
   Iedud/Ieoud 
Persefone
 
Atena
   
Sadidus
      
Demarûs
    
Sydyc
 = 
Titanides
   
Pothos
   
Eros
  7 figli   
Mot
  figlie
                                               (
Adodus
/
Zeus
)   |   | (
Artemide
)                       (
Tanato
)
                                                     |         |   |                                   (
Plutone
)
                                               +-----+   +++++++   +----+
                                               |         |||||||        |
                                               |         |||||||        |
                                            
Melqart
      
Cabiri
    
Asclepio

                                          (
Eracle
)   (
Coribanti
)
                                                      (
Samotraci
)
                                                        (
Dioscuri
)
```

```
                                                    
Elus
                               
Nereo

                                                (in Perea)                                |
                                                     |                                    |
                                     +---------------+---------------+                    |
                                     |               |               |                    |
                                     |               |               |                    |
                                
Crono
 (II)     
Zeus
 
Belus
        
Apollo
                
Ponto

                                                                                          |
                                                                                          |
                                                                                          |
                                                                                          |
                                                                                          |
                                                                                    
Sidone
, 
Poseidone
```

Significato di termini greci: arotrios, 'dell'agricoltura', autochthon 'prodotto dal suolo', epigeios 'dalla terra', eros 'desiderio', gaia 'terra', hypsistos 'altissimo', ploutos 'ricco', pontos 'mare', pothos 'desideroso', siton 'grano', thanatos 'morte', ouranos 'cielo'.

## Altre opere
Sanconiatone avrebbe anche scritto un trattato Sull'alfabeto fenicio e una circostanziata storia del popolo ebraico, basata su notizie ricevute da Ierombalo, sacerdote di Ievo (IHWH).